# شوریک عبدآباد
شوریک عبدآباد روستایی در دهستان زوارم بخش مرکزی شهرستان شیروان استان خراسان شمالی ایران است.

## جمعیت
بر پایه سرشماری عمومی نفوس و مسکن در سال ۱۳۹۵ جمعیت این مکان ۲۱۲ نفر (۶۱خانوار) بوده‌است.